# Constantin Parhon
Constantin Ion Parhon (Câmpulung Muscel, 15 ottobre 1874 – Bucarest, 9 agosto 1969) è stato un medico, politico comunista rumeno.
È stato capo dello Stato come Presidente del Presidium Provvisorio della Repubblica Popolare di Romania dalla sua proclamazione il 30 dicembre 1947 al 13 aprile 1948 e Presidente del Presidium della Grande Assemblea Nazionale della Repubblica Popolare di Romania dal 13 aprile 1948 al 12 giugno 1952. Parhon è stato anche Presidente della Società dei Medici e Naturalisti di Iași, direttore ospedaliero, professore e direttore di istituzioni mediche.